# Hálid al-Kászimi
Hálid al-Kászimi (arabul: خالد القاسمي – H̱ālid al-Qāsimī, nyugaton: Khalid al-Qassimi) (1972. február 18. –) egyesült arab emírségeki raliversenyző. A 2004-es Közel-keleti ralibajnokság győztese.

## Pályafutása

### Közel-keleti ralibajnokság
A rali-világbajnoksággal párhuzamosan, állandó résztvevője a Közel-keleti ralibajnokság versenyeinek. 2002-ben megnyerte a sorozat széria autók számára kiírt értékelését, 2004-ben pedig a bajnokság győztese lett. 2015-ben egy Citroën DS3 RRC-vel indult, amivel nyert Dubajban, és második lett Katarban és Kuvaitban.

### Rali-világbajnokság
2004 és 2006 között egy N csoportos Subaru Impreza-val, a világbajnokság hat versenyén állt rajthoz. Ez időszak legkimagaslóbb eredményét a 2006-os Ciprus-ralin érte el, amikor is az N csoportos értékelés harmadik helyén ért célba.
2007-ben hazája szponzorációs lehetőségeit kihasználva került a Ford gyári alakulatába. 2007-ben négy, a 2008-as WRC-szezonban a BP Ford Abu Dhabi WRT-vel folytatta tíz futamon. Első világbajnoki pontját a 2009-es Ír ralin szerezte. Ezenkívül pontot érő helyen ért célba Cipruson és Portugáliában is. A 2011-es Ausztrál ralin pályafutása legjobb eredményét hozva, 5. helyen végzett.
Egy év kihagyás után, 2013-ban tért vissza a szériába egy Abu Dhabi által szponzorált Citroën DS3 WRC-vel, amivel két kilencedik és egy tizedik helyet hozott. 2014-ben a tizedik helyet szerezte meg Szardínián, majd 2015-ben hatodik lett az Argentin ralin és a tizedik Szardínián.

### Dakar-rali
2016-ban hatodik lett az Abu Dhabi Desert Challenge versenyen. 2017 óta állandó résztvevője a legendás Dakar-ralinak. Első évében a francia Pascal Maimon volt a navigátora, akivel Peugeot 2008 DKR-rel vettek részt, de a 11. szakaszon fel kellett adniuk a viadalt.

## Eredményei

### Sikerei
| Év   | Siker                                         | Autó                    |
| ---- | --------------------------------------------- | ----------------------- |
| 2002 | FIA Közel-keleti ralibajnokság (széria autók) | Mitsubishi Lancer Evo 6 |
| 2004 | FIA Közel-keleti ralibajnokság                | Subaru Impreza WRX STI  |
| 2014 | FIA Közel-keleti ralibajnokság                | Citroen DS3 / RC2       |
| 2017 | Abu Dhabi Desert Challenge                    | Peugeot 3008 DKR        |
| 2017 | Cross Country 2WD világkupa                   | Peugeot 3008 DKR        |

### Dakar-rali
| Év   | Kategória | Gyártó  | Navigátor          | Szakaszgyőzelmek | Helyezés    |
| ---- | --------- | ------- | ------------------ | ---------------- | ----------- |
| 2017 | Autó      | Peugeot | Pascal Maimon      | 0                | Kiesett     |
| 2018 | Autó      | Peugeot | Xavier Panseri     | 0                | 6.          |
| 2020 | Autó      | Peugeot | Xavier Panseri     | 0                | Kiesett     |
| 2021 | Autó      | Peugeot | Xavier Panseri     | 0                | 7.          |
| 2022 | Autó      | Peugeot | Dirk Von Zitzewitz | 0                | 42.         |
| 2023 | Autó      | Mini    | Ola Fløene         | 0*               | folyamatban |